# Katnaghbyur (Lorri)
Pour les articles homonymes, voir Katnaghbyur.
Katnaghbyur (en arménien Կաթնաղբյուր ) est une communauté rurale du marz de Lorri en Arménie. En 2008, elle compte 962 habitants.